# S/2007 (939) 1
S/2007 (939) 1 é o componente secundário do asteroide localizado no cinturão principal denominado de 939 Isberga.

## Descoberta
Esse objeto foi descoberto em 26 de fevereiro de 2006, usando observações da curva de luz. Sua descoberta foi anunciada em 2007.

## Características físicas e orbitais
Este objeto tem um diâmetro com cerca de 3,6 ± 0,5 km, e orbita Isberga a uma distância média de 33 ± 4,5 km completando uma órbita a cada 1,1096 ± 0,000004 dias.